# 宮崎市立宮崎南小学校
宮崎市立宮崎南小学校（みやざきしりつみやざきみなみしょうがっこう）は、宮崎県宮崎市源藤町にある公立小学校。

## 概要
- 学校の木 - クスノキ

## 沿革
- 1978年 - 開校。
  - 2年生以上の児童は宮崎市立恒久小学校と宮崎市立赤江小学校から編入した。

## 通学区域
宮崎南小学校の通学区域には以下の区域が指定されている。
- 大字田吉の一部
- 大字恒久の一部
- 大字本郷北方の一部
- 源藤町
- 月見ケ丘

## 主な出身者
- 信楽晃史 - プロ野球選手
- 横山雄二 - 中国放送アナウンサー